# Miss Mundo Brasil 2016
Miss Mundo Brasil 2016 foi a 2ª edição de um concurso de beleza feminino sob a gestão da CNB - Concurso Nacional de Beleza (representada pelos empresários Henrique & Marina Fontes), a 27ª edição de realização de uma disputa específica para a eleição da brasileira ao concurso de Miss Mundo e o 57º ano de participação do Brasil na disputa internacional. Esta edição ocorreu novamente na cidade de Florianópolis, tendo sua final realizada no "Resort Il Campanario", com transmissão da Record News. Disputaram o título quarenta e uma (41) candidatas, sagrando-se vencedora a representante de Goiás, Beatrice Fontoura.

## Resultados

### Colocações
| Colocação                                               | Representação & Candidata |
| ------------------------------------------------------- | --- |

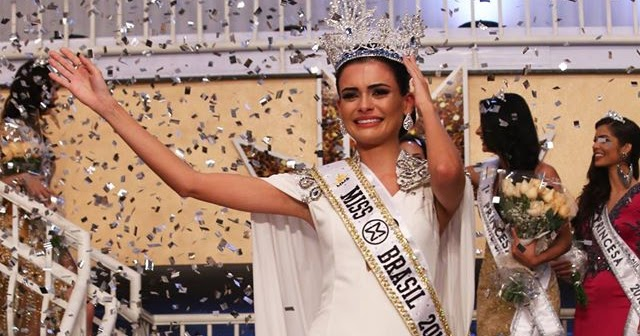
O momento exato da coroação de Beatrice Fontoura.

| 1ª Colocada                                             | - Goiás - Beatrice Fontoura |
| 2ª Colocada                                             | - Mato Grosso do Sul - Renata Sena |
| 3ª Colocada                                             | - Espírito Santo - Stephany Pim |
| 4ª Colocada                                             | - Pampa Gaúcho - Samen dos Santos |
| 5ª Colocada                                             | - Encantos do Sul - Francielly Ouriques |
| Finalistas (Em ordem final de classificação)            | - São Paulo - Isabele Pandini - Rio Grande do Sul - Caroline Venturini |
| Top 16 Semifinalistas (Em ordem final de classificação) | - Ilhas de Búzios - Vitória Félix - Paraná - Taynara Gargantini - Ilha da Pintada - Jheniffer Ev - Ilha dos Lobos - Gabriela Frühauf - Missões - Muriel Prestes - Pernambuco - Leidyane Vasconcelos - Ceará - Raíra Cendi - Minas Gerais - Mariana Vieira - Pantanal - Kelly Sendy |

### Premiações Especiais
O concurso distribuiu os seguintes prêmios este ano: 
| Colocação             | Representação & Candidata          |
| --------------------- | ---------------------------------- |
| Miss Simpatia         | - Pantanal - Kelly Sendy           |
| Miss Fotogenia        | - Goiás - Beatrice Fontoura        |
| Miss Elegância        | - Alagoas - Jucyelly Pereira       |
| Miss Personalidade    | - Vale dos Sinos - Carol Luz       |
| Miss Fitness & Health | - Mato Grosso do Sul - Renata Sena |
| Miss Cordialidade     | - Ilhas do Araguaia - Jhaddy Hayra |
| Melhor Sorriso        | - Espírito Santo - Stephany Pim    |
| Melhor Cabelo         | - Pará - Victória Tereza           |
| Miss New Face 40°     | - Goiás - Beatrice Fontoura        |

### Ordem dos anúncios
| 1. Minas Gerais 2. Mato Grosso do Sul 3. Goiás 4. Encantos do Sul 5. Pernambuco 6. Pampa Gaúcho 7. Ilha da Pintada 8. Ilha dos Lobos 9. Ilha de Búzios 10. Rio Grande do Sul 11. Ceará 12. Espírito Santo 13. São Paulo 14. Paraná 15. Missões 16. Pantanal | 1. Rio Grande do Sul 2. Encantos do Sul 3. São Paulo 4. Goiás 5. Espírito Santo 6. Mato Grosso do Sul 7. Pampa Gaúcho |  |  |

## Resposta Final
Todas as candidatas tiveram 60 segundos para seu discurso final antes da coroação, a vencedora argumentou: 
Boa noite à todos! Bom, ninguém vira miss do dia pra noite e consegue transpassar a essência dela tão verdadeiramente quanto aquela, que nasce já com aquela luz dentro do coração. E a luz que tem dentro da gente, posteriormente a gente canaliza ela para ajudar o próximo. A gente estende a mão, a gente ajuda a sociedade, é o propósito da beleza: é que a beleza fique até em segundo lugar quando a gente resolve emanar essa luz pro bem. E eu busco aqui diante de vocês, diante de todo o Brasil, o propósito da minha vida. Eu não quero um título ou uma faixa por vaidade, eu quero por onde eu passar, não só como Beatrice mas como Miss Mundo Brasil 2016, emanar e espalhar essa luz pra fazer o bem e fazer a diferença. Obrigada.
Beatrice Fontoura, Miss Mundo Goiás.

## Corpo de Jurados

### Final
Ajudaram a eleger a vencedora:
1. Luiza Gutierrez, jornalista.
2. Exidio Zelaya, missólogo hondurenho;
3. Doutora Alicy Scavello, dermatologista;
4. Andréa Gusmão, diretora de novos negócios do "Resort Il Villagio";
5. Ailton Lima, selecionado pela promoção "Você Jurado do CNB";
6. Vera Viel, apresentadora da Record News;
7. Anderson Tomazini, Mister Brasil 2015;
8. Pepe Medel, missólogo mexicano;
9. Érika Duarte, estilista;

## Rainhas Regionais
As candidatas mais bem classificadas por região do País:
| Prêmio                  | Representação & Candidata           |
| ----------------------- | ----------------------------------- |
| Miss Mundo Centro-Oeste | - Goiás - Beatrice Fontoura         |
| Miss Mundo Nordeste     | - Pernambuco - Leidyane Vasconcelos |
| Miss Mundo Norte        | - Pará - Victória Tereza            |
| Miss Mundo Sudeste      | - Espírto Santo - Stephany Pim      |
| Miss Mundo Sul          | - Pampa Gaúcho - Samen dos Santos   |

## Funcionamento

### Vagas
O time de semifinalistas da noite final foi composto único e exclusivamente por 16 candidatas (e este número se manteve), classificadas da seguinte forma: as 13 candidatas com as maiores médias de notas nas provas preliminares; a vencedora da prova de esportes, a vencedora da prova de talento, a vencedora da votação popular. Caso a vencedora de uma das 3 provas classificatórias tivesse obtido a vaga também pelos jurados, herdava a sua vaga a seguinte no ranking de notas preliminares do júri.

### Cálculos
As 5 provas preliminares foram: Beleza com Propósito, Top Model, Entrevista, Moda Noite, Beleza & Fotogenia (gravação de vídeos com produção de moda praia). A nota mais baixa de cada candidata foi eliminada. As outras quatro notas foram somadas. A média de pontos de cada uma (de zero a cem), foi conhecida pelos telespectadores. A próxima nota foi dada por um júri composto por membros da organização, sem que saibam quem foram as 16 semifinalistas. Foram notas baseadas em desempenho, disciplina e comportamento durante a semana de confinamento. A média de pontos obtida por cada uma das 16 foi somada à média preliminar. Esta somatória determinou as 7 finalistas.

### Anúncios
Após desfiles em traje de coquetel e vestido de gala na noite final, o "Top 7" foi anunciado. Cada uma das sete finalistas teve até sessenta segundos para o seu "speech" final. O tema foi livre, O corpo de jurados deu as suas notas e foi tirada a média de pontos novamente. Somaram-se as 3 médias: Preliminar + Top 16 + Top 7. A candidata com o maior número de pontos acumulados, foi a Miss Mundo Brasil 2016. Foram anunciadas também a segunda,terceira,quarta e quinta colocadas. Posteriormente, foram entregues os títulos das Rainhas Regionais (Norte, Nordeste, Centro-Oeste, Sudeste e Sul), além das faixas de "finalistas" para a sexta e para a sétima classificadas.

## Classificação Direta
As candidatas vencedoras dessas provas já garantem classificação no Top 16:
| Colocação             | Representação & Candidata |
| --------------------- | --- |
| 1                     | - Mato Grosso do Sul - Renata Sena |
| 2                     | - Pampa Gaúcho - Samen dos Santos |
| 3                     | - Espírito Santo - Stephany Pim |
| Top 10 Semifinalistas | - Amazonas - Tayana Maia - Cerrado Goiano - Laís Gava - Distrito Federal - Carolline Torres - Encantos do Sul - Francielly Ouriques - Ilhas de Búzios - Vitória Félix - Jurerê Internacional - Nayara Silveira - Vale do Itajaí - Letícia Angelino |

| Colocação  | Representação & Candidata                                                                                               |
| ---------- | --- |
| 1          | - Minas Gerais - Mariana Vieira                                                                                         |
| Finalistas | - Amazonas - Tayana Maia - Ilhas do Araguaia - Jhaddy Hayra - Paraná - Taynara Gargantini - Rondônia - Karliany Barbosa |

| Colocação | Representação & Candidata |
| --------- | ------------------------- |
| 1         | - Pantanal - Kelly Sendy  |

## Etapas Preliminares
| Colocação  | Representação & Candidata                                      |
| ---------- | -------------------------------------------------------------- |
| 1          | - Goiás - Beatrice Fontoura                                    |
| 2          | - Pampa Gaúcho - Samen dos Santos                              |
| 2          | - São Paulo - Isabele Pandini                                  |
| Finalistas | - Ilha da Pintada - Jheniffer Ev - Paraná - Taynara Gargantini |

| Colocação  | Representação & Candidata                                             |
| ---------- | --------------------------------------------------------------------- |
| 1          | - São Paulo - Isabele Pandini                                         |
| 2          | - Goiás - Beatrice Fontoura                                           |
| 3          | - Ilhas de Búzios - Victória Felix                                    |
| Finalistas | - Alagoas - Jucyelly Pereira - Cataratas do Iguaçu - Tamíres Terrazon |

| Colocação  | Representação & Candidata                                                  |
| ---------- | -------------------------------------------------------------------------- |
| 1          | - Espírito Santo - Stephany Pim                                            |
| 2          | - Mato Grosso do Sul - Renata Sena                                         |
| 3          | - Pernambuco - Leidyane Vasconcelos                                        |
| Finalistas | - Triângulo Mineiro - Marianne Faina - Rio Grande do Norte - Vanessa Muniz |

| Colocação  | Representação & Candidata                                                   |
| ---------- | --------------------------------------------------------------------------- |
| 1          | - Goiás - Beatrice Fontoura                                                 |
| 2          | - São Paulo - Isabele Pandini                                               |
| 3          | - Espírito Santo - Stephany Pim                                             |
| Finalistas | - Rio Grande do Sul - Caroline Venturini - Mato Grosso do Sul - Renata Sena |

| Colocação  | Representação & Candidata                                      |
| ---------- | -------------------------------------------------------------- |
| 1          | - Minas Gerais - Mariana Vieira                                |
| 2          | - Encantos do Sul - Francielly Ouriques                        |
| 3          | - Pantanal - Kelly Sendy                                       |
| Finalistas | - Missões - Muriel Prestes - Ilha dos Lobos - Gabriela Frühauf |

## Classificação geral
As colocações de todas as candidatas ao título se encontram abaixo: 
| P   | Representação        | B    | E    | M    | T    | B    | M    | N1   | N2   | N3   | T     |
| --- | -------------------- | ---- | ---- | ---- | ---- | ---- | ---- | ---- | ---- | ---- | ----- |
| 1ª  | Goiás                | 87.7 | 89.4 | 91.9 | 91.3 | 96.1 | 87.7 | 92.2 | 99.4 | 82.9 | 274.5 |
| 2ª  | Mato Grosso do Sul   | 64.2 | 91.3 | 84.6 | 78.1 | 88.4 | 64.2 | 85.6 | 99.6 | 84.3 | 269.5 |
| 3ª  | Espírito Santo       | 84.8 | 91.6 | 83.1 | 83.3 | 92.4 | 83.1 | 88.0 | 96.8 | 84.6 | 269.4 |
| 4ª  | Pampa Gaúcho         | 76.6 | 86.3 | 86.1 | 86.7 | 85.3 | 76.6 | 86.1 | 89.4 | 87.0 | 262.5 |
| 5ª  | Encantos do Sul      | 90.5 | 88.4 | 83.1 | 75.2 | 81.6 | 75.2 | 85.9 | 95.2 | 78.7 | 259.8 |
| 6ª  | São Paulo            | 83.0 | 86.4 | 93.1 | 86.7 | 93.3 | 83.0 | 89.9 | 95.0 | 68.3 | 253.2 |
| 7ª  | Rio Grande do Sul    | 82.5 | 89.4 | 80.8 | 85.0 | 90.1 | 80.8 | 86.8 | 90.2 | 67.9 | 244.9 |
| 8ª  | Ilhas de Búzios      | 82.2 | 75.4 | 88.6 | 84.8 | 85.7 | 75.4 | 85.3 | 89.6 |      | 174.9 |
| 9ª  | Paraná               | 77.5 | 88.0 | 79.3 | 85.9 | 85.7 | 77.5 | 84.7 | 88.8 |      | 173.5 |
| 10ª | Ilha da Pintada      | 84.7 | 85.6 | 80.8 | 86.3 | 82.0 | 80.8 | 84.6 | 88.8 |      | 173.4 |
| 11ª | Ilha dos Lobos       | 88.2 | 87.0 | 84.6 | 77.8 | 83.3 | 77.8 | 85.8 | 86.8 |      | 172.6 |
| 12ª | Missões              | 88.4 | 79.7 | 85.1 | 84.1 | 82.7 | 79.7 | 85.1 | 85.6 |      | 170.7 |
| 13ª | Pernambuco           | 66.3 | 91.1 | 81.8 | 78.9 | 87.0 | 66.3 | 84.7 | 83.6 |      | 168.3 |
| 14ª | Ceará                | 61.0 | 87.7 | 87.7 | 76.3 | 87.1 | 61.0 | 84.7 | 83.2 |      | 167.9 |
| 15ª | Minas Gerais         | 91.3 | 80.3 | 76.4 | 80.6 | 77.6 | 76.4 | 82.4 | 80.0 |      | 162.4 |
| 16ª | Pantanal             | 89.7 | 80.1 | 75.2 | 72.2 | 69.3 | 69.3 | 79.3 | 77.6 |      | 156.9 |
| 17ª | Triângulo Mineiro    | 85.4 | 90.9 | 76.8 | 76.6 | 79.3 | 76.6 | 83.1 |      |      | 83.1  |
| 18ª | Cerrado Goiano       | 86.2 | 82.9 | 82.8 | 73.2 | 77.1 | 73.2 | 82.3 |      |      | 82.3  |
| 19ª | Distrito Federal     | 74.7 | 80.7 | 86.4 | 82.4 | 78.9 | 74.7 | 82.1 |      |      | 82.1  |
| 20ª | Costa Verde & Mar    | 66.8 | 86.0 | 85.0 | 68.3 | 87.3 | 66.8 | 81.6 |      |      | 81.6  |
| 21ª | Sergipe              | 65.0 | 86.4 | 83.8 | 77.2 | 77.4 | 65.0 | 81.2 |      |      | 81.2  |
| 22ª | Alagoas              | 65.9 | 78.9 | 88.3 | 78.1 | 77.6 | 65.9 | 80.7 |      |      | 80.7  |
| 23ª | Rio Grande do Norte  | 62.7 | 90.1 | 76.7 | 73.8 | 80.9 | 62.7 | 80.4 |      |      | 80.4  |
| 24ª | Ilha do Mel          | 81.2 | 81.6 | 81.2 | 67.8 | 76.7 | 67.8 | 80.2 |      |      | 80.2  |
| 25ª | Plano Piloto         | 78.5 | 81.6 | 74.7 | 83.0 | 76.4 | 74.7 | 79.9 |      |      | 79.9  |
| 26ª | Pará                 | 60.3 | 86.7 | 76.9 | 78.0 | 77.1 | 60.3 | 79.7 |      |      | 79.7  |
| 27ª | Rio de Janeiro       | 69.4 | 82.6 | 81.0 | 77.0 | 77.1 | 69.4 | 79.4 |      |      | 79.4  |
| 28ª | Bahia                | 00.0 | 81.7 | 81.1 | 73.3 | 81.1 | 00.0 | 79.3 |      |      | 79.3  |
| 29ª | Cataratas do Iguaçu  | 39.2 | 73.7 | 88.3 | 78.3 | 75.7 | 39.2 | 79.0 |      |      | 79.0  |
| 30ª | Grande Florianópolis | 84.2 | 76.0 | 77.0 | 73.3 | 76.0 | 73.3 | 78.3 |      |      | 78.3  |
| 31ª | Amazonas             | 63.8 | 82.3 | 76.7 | 77.0 | 74.7 | 63.8 | 77.7 |      |      | 77.7  |
| 32ª | Santa Catarina       | 72.5 | 79.6 | 79.3 | 75.0 | 76.6 | 72.5 | 77.6 |      |      | 77.6  |
| 33ª | Jurerê Internacional | 59.8 | 79.9 | 77.9 | 72.2 | 79.6 | 59.8 | 77.4 |      |      | 77.4  |
| 34ª | Vale Europeu         | 60.2 | 80.6 | 77.7 | 76.4 | 72.1 | 60.2 | 76.7 |      |      | 76.7  |
| 35ª | Vale do Itajaí       | 84.3 | 74.0 | 74.4 | 71.7 | 72.1 | 71.7 | 76.2 |      |      | 76.2  |
| 36ª | Vale dos Sinos       | 68.5 | 84.3 | 75.1 | 74.4 | 70.9 | 68.5 | 76.2 |      |      | 76.2  |
| 37ª | Marajó               | 76.3 | 71.6 | 67.9 | 78.9 | 76.1 | 67.9 | 75.7 |      |      | 75.7  |
| 38ª | Mato Grosso          | 59.7 | 77.9 | 72.8 | 78.6 | 71.6 | 59.7 | 75.2 |      |      | 75.2  |
| 39ª | Rondônia             | 80.2 | 79.1 | 73.7 | 65.6 | 65.0 | 65.0 | 74.6 |      |      | 74.6  |
| 40ª | Amapá                | 83.0 | 64.3 | 69.4 | 66.3 | 65.6 | 64.3 | 71.1 |      |      | 71.1  |
| 41ª | Ilhas do Araguaia    | 68.0 | 83.0 | 66.1 | 63.3 | 64.9 | 63.3 | 70.5 |      |      | 70.5  |

      A menor nota é descartada.

## Candidatas
Abaixo encontra-se a lista completa de candidatas deste ano: 

### Estaduais
| - Alagoas - Jucyelly Pereira - Amapá - Brena Wanzeler - Amazonas - Tayana Maia - Bahia - Lavínia Calumby - Ceará - Raíra Cendi - Distrito Federal - Carolline Torres - Espírito Santo - Stephany Pim | - Goiás - Beatrice Fontoura - Mato Grosso - Amanda Barbacena - Mato Grosso do Sul - Renata Sena - Minas Gerais - Mariana Vieira - Pará - Victória Pinto - Paraná - Taynara Gargantini - Pernambuco - Leidyane Vasconcelos | - Rio de Janeiro - Carolina Ermel - Rio Grande do Norte - Vanessa Muniz - Rio Grande do Sul - Caroline Venturini - Rondônia - Karliany Barbosa - Santa Catarina - Nayara Guimarães - São Paulo - Isabele Pandini - Sergipe - Katiúscia Menezes |

### Insulares & Regiões Geográficas
| - Cataratas do Iguaçu - Tamíres Terrazon - Cerrado Goiano - Laís Gava - Costa Verde & Mar - Sara Ramos - Encantos do Sul - Francielly Ouriques - Grande Florianópolis - Flaviane Elias - Ilha da Pintada - Jheniffer Ev - Ilha do Mel - Katherin Strickert - Ilha dos Lobos - Gabriela Frühauf - Ilhas de Búzios - Vitória Félix - Ilhas do Araguaia - Jhaddy Hayra - Jurerê Internacional - Nayara Silveira - Marajó - Yasmin Engelke - Missões - Muriel Prestes - Pampa Gaúcho - Samen dos Santos - Pantanal - Kelly Sendy - Plano Piloto - Ana Gabriela Borges - Triângulo Mineiro - Marianne Faina - Vale do Itajaí - Letícia Angelino - Vale dos Sinos - Carolina Luz - Vale Europeu - Nicoli Lindner |

## Histórico

### Visão geral
- Desde que a organização assumiu o evento, o recorde de candidatas inscritas se igualou, 41.
  - O recorde anterior foi em 2006 com 41 candidatas reunidas em Curitiba.
  - O maior número de aspirantes ao título foi em 1981 com 60 candidatas.

- Esta edição foi comemorativa, pois fez 10 anos de coordenação de Henrique Fontes.

- Pela terceira vez consecutiva o Estado de Santa Catarina abrigou o certame.
  - E a segunda vez consecutiva de Jurerê Internacional como anfitrião.

- Um total de 6 Estados do Brasil não participaram desta edição.

- Apenas 6 das 21 candidatas estaduais vieram da capital do Estado que representaram.

- Renata Sena (Mato Grosso do Sul) não é nascida no País, ela nasceu em Lisboa, Portugal.

- Com exceção de Rondônia e Mato Grosso do Sul, todas as misses estaduais são nascidas nos estados que representam.

- Raíra Cendi (Ceará), Carolina Ermel (Rio de Janeiro) e Laís Gava (Cerrado Goiano) foram as mais altas, cada uma tem 1.82m de altura.

- Por sua vez a candidata mais baixa foi Jhaddy Hayra (Ilhas do Araguaia) com 1.65m. Seguida de Isabele Pandini (São Paulo) com 1.68m.

- Seis candidatas estavam nos limites da idade, 26 anos: Amapá, Amazonas, Goiás, Paraná, Pernambuco, Ilha do Mel e Jurerê Internacional.

- Duas estavam abaixo da idade mínima de participação (17 anos) e por isso foram as mais novas: Lavínia Calumby (Bahia) e Vitória Félix (Búzios).

- Quatorze candidatas das 41 desta edição, passaram pelas competições estaduais do Miss Brasil versão Universo.

- Cerca de 16 das 41 candidatas vieram da região Sul. Estatisticamente falando, elas representaram 40% do total de candidatas.

- O Estado de Santa Catarina, anfitrião desta edição, dominou o concurso com 7 candidatas.

- Foi a 5ª vez consecutiva que a jornalista Chris Barth apresentou o concurso.

### Substituição
- Mato Grosso - Jéssica Duarte ► Amanda Barbacena [45]

### Desistências
- Grande Oeste - Kimberly Maciel

- Ilhabela - Alice Silva

- Ilha do Bananal - Marcela Castro

- Roraima - Mariana Andrade

- Vale do Araguaia - Mikaela Freitas

## Designações
Candidatas designadas para representar o Brasil em concursos internacionais à convite da organização:
Legenda
      A representante do Brasil venceu a disputa.
      A representante do Brasil parou na 2ª colocação.
      A representante do Brasil parou na 3ª colocação.
| Candidata & Posição no nacional        | Concurso internacional & local da final                                    | Posição na disputa internacional |
| -------------------------------------- | -------------------------------------------------------------------------- | -------------------------------- |
| Beatrice Fontoura (1ª colocada)        | Miss World 2016 (Final: Washington, D.C., Estados Unidos)                  | Top 11                           |
| Renata Sena (2ª colocada)              | Miss Grand International 2016 (Final: Las Vegas, Estados Unidos)           |                                  |
| Laís Berté (3ª colocada em 2015)       | Miss Eco Universe 2016 (Final: Cairo, Egito)                               | 2ª Colocada                      |
| Samen dos Santos (4ª colocada)         | Miss Global City 2016 (Final: Shanghai, China)                             | Melhor Traje Típico              |
| Thainá Magalhães (4ª colocada em 2015) | Miss Tourism International 2016 (Final: Putrajaya, Malásia)                | 2ª Colocada                      |
| Júlia Horta (5ª colocada em 2015)      | Reinado Internacional del Café 2016 (Final: Manizales, Colômbia)           | 2ª Colocada                      |
| Isabele Pandini (6ª colocada)          | Miss Global Beauty Queen 2016 (Final: Seul, Coreia do Sul)                 | 4ª Colocada · Miss Fotogenia     |
| Taynara Gargantini (9ª colocada)       | Miss Continentes Unidos 2016 (Final: Guaiaquil, Equador)                   | 4ª Colocada                      |
| Gabriela Frühauf (11ª colocada)        | Miss Tourism Queen of the Year International 2016 (Final: Shanghai, China) | Top 20 · Miss Elegância          |
| Mayra Dias (17ª colocada em 2015)      | Reina Hispanoamericana 2016 (Final: Santa Cruz de la Sierra, Bolívia)      | 3ª Colocada · Miss Personalidade |
| Jucyelle Pereira (22ª colocada)        | Miss Latinoamérica Internacional 2016 (Final: Cidade do Panamá, Panamá)    |                                  |
| Ana Gabriela Borges (25ª colocada)     | Miss All Nations 2016 (Final: Nanjing, China)                              | 3ª Colocada                      |